# Джабраилов, Сидир Джабраилович
Сидир Джабраилович Джабраилов (2 февраля 1939, с. Куг, Хивский район, Дагестанская АССР, РСФСР, СССР — 2009, Махачкала, Дагестан, Россия) — советский борец и тренер по вольной борьбе, Заслуженный тренер СССР, Заслуженный работник культуры Республики Дагестан . 

## Биография
Родился в селе Куг Хивского района. По национальности — лезгин. После окончания школы в родном селе поступил в Белорусский институт физической культуры, по окончании которого вернулся в Дагестан. Сначала начал работать в махачкалинском спортивном обществе «Динамо», затем в «Урожае». Работал директором Олимпийской школы «Динамо» по вольной борьбе. С 1982 года работал старшим тренером-преподавателем по вольной борьбе в Олимпийской школе вольной борьбы им. Г. Гамзатова. Был председателем тренерского совета Дагестана по вольной борьбе. Скончался в 2009 году. В 2016 году на сессии Народного Собрания Республики Дагестан его воспитанник Магомедхан Арацилов внёс предложение об установлении мемориальной доски на доме, где он жил, и присвоении его имени одной из улиц Махачкалы. В Хивском районе проходят турниры по вольной борьбе памяти Сидира Джабраилова.

## Известные воспитанники
- Арацилов, Магомедхан Сулейманович — призёр Олимпийских игр;
- Ибрагимов, Бузай Магомедович — чемпион Европы;
- Катиновасов, Сайгид Абдусаламович — обладатель Кубка мира;
- Катиновасов, Расул Абдусаламович — призёр чемпионата Европы;
- Куршалиев, Абуталиб Гамидович — тренер.